# 青木陽子 (日本語教師)
青木 陽子（あおき ようこ　1961年11月27日 - ）は、アジア視覚障害者教育協会会長であり、天津視覚障害者日本語訓練学校理事長である。
埼玉県浦和市（現・さいたま市桜区）出身。

## 略歴
埼玉県浦和市にて先天性の弱視で生まれる。6歳のころ、予防接種後の高熱で失明する。
1981年筑波大学附属盲学校卒業。
1987年南山大学卒業（教育学科）。
1989年米ニューヨーク州立大学バッファロー校大学院教育史修士課程修了。
1991年、米ペンシルベニア大学大学院博士課程中退、帰国後中国語を学ぶ。
1993年に中国天津外国語学校入学。
1994年アジア視覚障害者教育協会を設立。
1995年天津市で中国初の無料日本語学校（現、天津視覚障害者日本語訓練学校）設立。
2000年、天津市政府発給の永住権取得、同年から天津人民放送局にて日本語特別キャスターを務める。

## 人物
- 保有資格は、中学、高校教員免許、中華人民共和国永久居留権。
- 日本語、中国語、英語の三ヶ国語のトリリンガル。
- 六歳のころに、白内障を患い全盲になった女性が、努力して外国語、中国語を習得して、周囲の協力のもと、単身で中国に渡り、視覚障害者教育協会や無料の視覚障害者日本語訓練学校を設立し、多くの中国の障害者等を支援して、国際交流に大きく貢献しており、今後さらなる活躍が期待できる。
- 好きな言葉は、自分自身に忠実であれ。。

## 受賞歴
- 2001年、銀河賞（天津市）受賞。友誼賞（中国政府が外国人専門家に贈る賞）受賞。
- 2002年、点字毎日文化賞（毎日新聞）受賞。
- 2004年、毎日国際交流賞（毎日新聞社）受賞。
- 2009年、社会貢献症（社会貢献支援財団）受賞。
- 2010年、外務大臣表彰受賞
- 2013年、鳥居賞受賞